# La Providencia, Jocotitlán
La Providencia är en ort i Mexiko, tillhörande kommunen Jocotitlán i den nordvästra delen av delstaten Mexiko. Orten hade 946 invånare vid folkräkningen 2010.